# Acantholimon multiflorum
Acantholimon multiflorum är en triftväxtart som först beskrevs av Bokhari, och fick sitt nu gällande namn av Doan och Akaydn. Acantholimon multiflorum ingår i släktet Acantholimon och familjen triftväxter. Inga underarter finns listade i Catalogue of Life.